# Élections constituantes de 1946 en Haute-Savoie
Les élections constituantes françaises de 1946 se tiennent le 2 juin. Ce sont les deuxièmes élections constituantes, après le rejet du projet de Constitution française du 19 avril 1946 lors du référendum du 5 mai.

## Mode de scrutin
L'assemblée constituante est composée de 586 sièges pourvus au scrutin proportionnel plurinominal suivant la règle de la plus forte moyenne dans chaque département, sans panachage ni vote préférentiel.
Dans le département de la Haute-Savoie, trois députés sont à élire.

## Élus
| Député sortant      | Parti | Parti | Député élu ou réélu | Parti | Parti |
| ------------------- | ----- | ----- | ------------------- | ----- | ----- |
| Albert Boccagny     |       | PCF   | Albert Boccagny     |       | PCF   |
| Amédée Guy          |       | SFIO  | Pierre Mouchet      |       | MRP   |
| François de Menthon |       | MRP   | François de Menthon |       | MRP   |
| Louis Martel        |       | MRP   | Louis Martel        |       | MRP   |

## Résultats

### Résultats à l'échelle du département
| Parti    | Parti    | Tête de liste       | Résultats | Résultats | Sièges |  |
| Parti    | Parti    | Tête de liste       | Voix      | %         |        |  |
| -------- | -------- | ------------------- | --------- | --------- | ------ |  |
|          | MRP      | François de Menthon | 64 604    | 51,50     | 3 1    |  |
|          | PCF      | Albert Boccagny     | 34 890    | 27,81     | 1      |  |
|          | SFIO     | Amédée Guy          | 16 324    | 13,02     | - 1    |  |
|          | RGR      | Pierre Fallion      | 5 393     | 4,30      | -      |  |
|          | PPUS     | Émile Honoré        | 2 165     | 1,73      | -      |  |
|          | PRL      | Émile Anthonioz     | 2 065     | 1,65      | -      |  |
|          |          |                     |           |           |        |  |
| Inscrits | Inscrits | Inscrits            | 161 815   | 100,00    | 4      |  |
| Votants  | Votants  | Votants             | 126 855   | 78,40     |        |  |
| Exprimés | Exprimés | Exprimés            | 125 441   | 98,89     |        |  |